# Amud 7
Amud 7 è il fossile di uno scheletro di un ominide della specie Homo neanderthalensis scoperto nella Grotta di Amud in Israele nel 1992.

## Descrizione
I resti comprendono un cranio parziale che conserva la mascella e diversi denti, e ossa della gabbia toracica, come alcune costole, appartenenti ad un bambino di circa dieci mesi, che si ipotizza sia stato lì intenzionalmente sepolto..